# Achmat Dangor
Achmat Dangor (Johannesburg (Transvaal), 30 november 1948 – 6 september 2020) was een Zuid-Afrikaans dichter, toneel- en romanschrijver.

## Loopbaan
Dangor was in de jaren zestig en zeventig politiek actief, o.a. in de schrijversgroep 'Black Thoughts' en kreeg daarom in de jaren zeventig in Zuid-Afrika een spreek- en publicatieverbod opgelegd. Hij doceerde daarna creative writing aan de City University in New York.
In 1992 won hij de BBC-prijs voor Afrikaanse poëzie. Dangor was werkzaam als consulent ontwikkelingszaken in Johannesburg. Tot 2001 was hij directeur van het Nelson Mandela Kinderfonds.

## Werken
- Waiting for Leila (1981) (korte verhalen)
- Voices from within (1982) (bloemlezing met gedichten van zwarte schrijvers)
- Bulldozer (1983) (gedichten)
- Majiet (1986)
- The Z Town trilogy (1990)
- Private Voices (1992)
- Kafka’s Curse (1997)
- Bitter fruit (2003)

In het Nederlands verschenen:
- Bittere vruchten
- Kafka's vloek
- de Z-Town trilogie

Bittere vruchten stond op de shortlis voor de Booker Prize en won de People's Booker Prize 2004.